# Bangladesh op de Olympische Zomerspelen 1992
Bangladesh nam deel aan de Olympische Zomerspelen 1992 in Barcelona, Spanje. 

## Deelnemers en resultaten

### Atletiek
| Olympiër                                                                 | Discipline | Resultaat | Prestatie            |
| ------------------------------------------------------------------------ | ---------- | --------- | -------------------- |
| Golam Ambia                                                              | 100m (m)   | 54e       | serie 5: 6e in 11,06 |
| Shahanuddin Choudhury                                                    | 200m (m)   | 56e       | serie 6: 6e in 21,88 |
| Mohamed Mehdi Hasan                                                      | 400m (m)   | 58e       | serie 7: 7e in 48,62 |
| Golam Ambia Shahanuddin Choudhury Mohamed Mehdi Hasan Mohamed Shah Jalal | 4x100m (m) | 22e       | serie 4: 5e in 42,18 |

### Schietsport
| Olympiër        | Discipline     | Resultaat | Prestatie                                      |
| --------------- | -------------- | --------- | ---------------------------------------------- |
| Shahana Parveen | 10m geweer (v) | 43e       | kwalificatie: 43e met 379 punten (95-93-98-93) |

### Zwemmen
| Olympiër                | Discipline          | Resultaat | Prestatie              |
| ----------------------- | ------------------- | --------- | ---------------------- |
| Mohamed Mukhesur Rahman | 200m schoolslag (v) | 52e       | serie 1: 6e in 2.51,21 |

Albanië · Algerije · Amerikaanse Maagdeneilanden · Amerikaans-Samoa · Andorra · Angola · Antigua en Barbuda · Argentinië · Aruba · Australië · Bahama's · Bahrein · Bangladesh · Barbados · België · Belize · Benin · Bermuda · Bhutan · Bolivia · Bosnië en Herzegovina · Botswana · Brazilië · Britse Maagdeneilanden · Bulgarije · Burkina Faso · Canada · Centraal-Afrikaanse Republiek · Chili · China · Chinees Taipei · Colombia · Congo-Brazzaville · Cookeilanden · Costa Rica · Cuba · Cyprus · Denemarken · Djibouti · Dominicaanse Republiek · Duitsland · Ecuador · Egypte · El Salvador · Equatoriaal-Guinea · Estland · Ethiopië · Fiji · Filipijnen · Finland · Frankrijk · Gabon · Gambia · Gezamenlijk team · Ghana · Grenada · Griekenland · Groot-Brittannië · Guam · Guatemala · Guinee · Guyana · Haïti · Honduras · Hongarije · Hongkong · Ierland · IJsland · India · Indonesië · Irak · Iran · Israël · Italië · Ivoorkust · Jamaica · Japan · Jemen · Jordanië · Kaaimaneilanden · Kameroen · Kenia · Koeweit · Kroatië · Laos · Lesotho · Letland · Libanon · Libië · Liechtenstein · Litouwen · Luxemburg · Madagaskar · Malawi · Malediven · Maleisië · Mali · Malta · Marokko · Mauritanië · Mauritius · Mexico · Monaco · Mongolië · Mozambique · Myanmar · Namibië · Nederland · Nederlandse Antillen · Nepal · Nicaragua · Nieuw-Zeeland · Niger · Nigeria · Noord-Korea · Noorwegen · Oeganda · Oman · Oostenrijk · Pakistan · Panama · Papoea-Nieuw-Guinea · Paraguay · Peru · Polen · Portugal · Puerto Rico · Qatar · Roemenië · Rwanda · Saint Vincent‑Grenadines · Salomonseilanden · Samoa · San Marino · Saoedi-Arabië · Senegal · Seychellen · Sierra Leone · Singapore · Slovenië · Soedan · Spanje · Sri Lanka · Suriname · Swaziland · Syrië · Tanzania · Thailand · Togo · Tonga · Trinidad en Tobago · Tsjaad · Tsjecho-Slowakije · Tunesië · Turkije · Uruguay · Vanuatu · Venezuela · Verenigde Arabische Emiraten · Verenigde Staten · Vietnam · Zaïre · Zambia · Zimbabwe · Zuid-Afrika · Zuid-Korea · Zweden · Zwitserland · Onafhankelijke olympische deelnemers